# Руджеро Паскуарели
Руджеро Паскуарели (на италиански: Ruggero Pasquarelli) е италиански актьор, певец и влогър.
Участва в 4-тия сезон на X-Factor (Италия) през 2010 г. Известен е с ролята си на Федерико в сериала „Виолета“. Играе една от главните роли в сериала „Луна“ по Дисни Ченъл.

## Биография
Руджеро е роден на 10 септември 1993 г. в Чита Сант'Анджело в провинцията Пескара, Италия. В ранните си години той е взимал уроци по китара и актьорско майсторство. От 2008 г. взима уроци по пеене, а година по-късно (2009) учи и пиано. Още докато е бил ученик в гимназията става вокалист на рок–бандата „Ангола 65013“.
Руджеро взема участие в интернационалното турне „Violetta Live“, но по средата на турнето се оттегля, за да се снима в „Луна“ само в европейските страни, както и в турнето „Violetta en vivo“, отново само в концертите в Европа.
На 7 декември 2014 г. Руджеро и Канде обявяват, че са двойка, а през 2020 г. се разделят.

## Филмография
| Година    | Заглавие    | Роля     | Забележки           |
| --------- | ----------- | -------- | ------------------- |
| 2010      | Factor X    | себе си  |                     |
| 2011      | Social King | себе си  |                     |
| 2011 – 12 | In Tour     | Том      | главен герой        |
| 2012 – 15 | Виолета     | Федерико | второстепенен герой |
| 2016 –    | Луна        | Матео    | главен герой        |